# Ľubotín
Ľubotín je obec na Slovensku v okrese Stará Ľubovňa.

## Polohopis
Obec leží na křižovatce cest mezi Prešovem, Bardejovem a Starou Ľubovňou. Je vzdálena asi 40 km severozápadně od Prešova.

### Části obce
Jarková, Železničiarska, Hlavní, Kapacká, Majné, Hliník, Školní, Na rovni.

### Vodní toky
Obcí protéká řeka Ľubotínka, která se pár kilometrů dál vlévá do řeky Poprad.

## Dějiny
Nejstarší zpráva o vsi je z r.. 1330, když jí farářem byl Štefan de Lubentin. Sídliště však existovalo dávno předtím. Svědčí o tom skutečnost, že potok Ľubotín / Lybicin, Lybethin, Lubetin /, který byl odvozen od názvu sídliště, se uvádí při vymezení majetků šlechtice Rikolfa a jeho syna Spišskou kapitulou v letech 1287, 1296, 1302 av listině krále Karla Roberta z r.. 1312, kterou daroval západní část doliny Ľubotínky Rikolfovi. Listiny však vesnici jmenovitě neuvádějí. Stará vesnice existovala již při donácii majetku Kamenica. Podle Metaco ľubotínsky majetek východně od potoka konc. 13. st. patřil panství Kamenica. V písemnostech ze 14.–16. st. se vyskytuje ve více fonetických obměnách pod názvem Ľubotín. Staroslovenský název / od Ľubota / a rozvinutost vesnice svědčí o tom, že Ľubotín patří k nejstarším slovenském vesnicím na okolí existujícím před 11. st. Umístění strážní družiny Polovci konc. 11. st. a vznik Plavče předpokládá starší vesnice, jakými v jeho sousedství byly Ľubotín a Plavnica. Vesnice zač. 14. st. zřejmě zpustla. V 1. půl. 14. st. z iniciativy feudálních pánů se usadili noví usedlíci se šoltýsom / dokládá to jeho existence v r.1349 / na základě kupním-německého práva. Šoltys ve vesnici působily do poloviny 16. st. Ve vesnici byl zač. 14. st. kostel, který existoval v 15. a pravděpodobně i v 16. st. Od 13. st. do poloviny 16. st. byla nepřetržitě ve vlastnictví šlechticů z Kamenice, později Dežofiovcov jako majetková součást kamenického panství. R. 1427 byly sedlácké domácnosti zdaněny od 17 port. Později se část sedláků odstěhovala, další ztratili pozemky a stali se Chalupník. V r.. 1600 sídliště sestávalo z 12 poddanských domů, mlýna, školy, kostela a fary. Koncem 16. st. Ľubotín byl středně velkou vesnicí výhradně s poddanským obyvatelstvem. R. 1787 měla 59 a r.. 1828 75 domů. Byl zde solný sklad a přístavištích pro vory. 1. 5.1873 obec získala železniční spojení otevřením provozu na železnici Prešov-Orlov. Obyvatelé se zabývali zemědělstvím, chovem dobytka, tkaním, formankou a obchodovali s obilím. I po r.. 1918 zůstaly u tradičních zaměstnáních. V obci byly pily a vyhne. 17. srpna 1944 partyzáni vyhodili do povětří železniční most. Obec byla osvobozena 22. 1.1945. Revoluční národní výbor byl utvořen 9. 2.1945 – předseda Michal Diňa, místopředseda Ján Dvorščák, tajemník Jozef Hoclár. Ve volbách 1946 zvítězila DS, z 393 hlasů získala 358, KSS 33, Strana práce 1. JZD založené r.1951, přešlo k ŠM Lipany, od 1970 hospodářství patřilo k ŠM Stará Ľubovňa, po delimitace ŠM 31.12.1975 JZD Ľubotín. R. 1969 byla k obci přičleněna osada Podpila, vyčleněna z obce Plaveč. Po osvobození postavena základní škola / 1958 /, mateřská škola / 1974 /, zdravotní a obchodní středisko, budova obecního úřadu / 1990 /, sportovní stadion / 1992 /, pošta, budova VEZ, Vzorodev, budova policie, nové komunikace, autobusové nástupiště, bytové jednotky, rodinné domy, uskutečněná regulace potoka a další stavby.

## Politika

### Obyvatelstvo
Obec má přibližně 1 300 obyvatel.

## Kultura a zajímavosti

### Stavby
Dům naděje Ľubotín
Dům naděje je situován na okraji obce Ľubotín v poměrně velkém svahu v areálu stávajícího hřbitova na pozemku přístupném ze státní silnice. Jedná se o monolitický jednopodlažní objekt nepravidelného čtvercového půdorysu s kombinovanou šikmou střechou vycházející ze základního jehlanu. Ze všech stran jehlanu vycházejí rovnostranné sedlové střechy s jemným členěním. Vstup do objektu je řešen krytým závětřím přes zádveří přímo do smuteční síně. Východ z ní je z pravé strany, přímo ke vstupu na hřbitov. Na levé straně je samostatný vstup do boční místnosti a do sociálních zařízení. Místnost s chladicím zařízením se nachází v levé zadní části. Velký důraz při návrhu smuteční síně byl kladen na čelní stěnu jejíž dominantou je velký dřevěný kříž. Dům naděje Ľubotín byl požehnán 7. 12. 2005. Se stavbou se začalo v roce 2004.

#### Památky

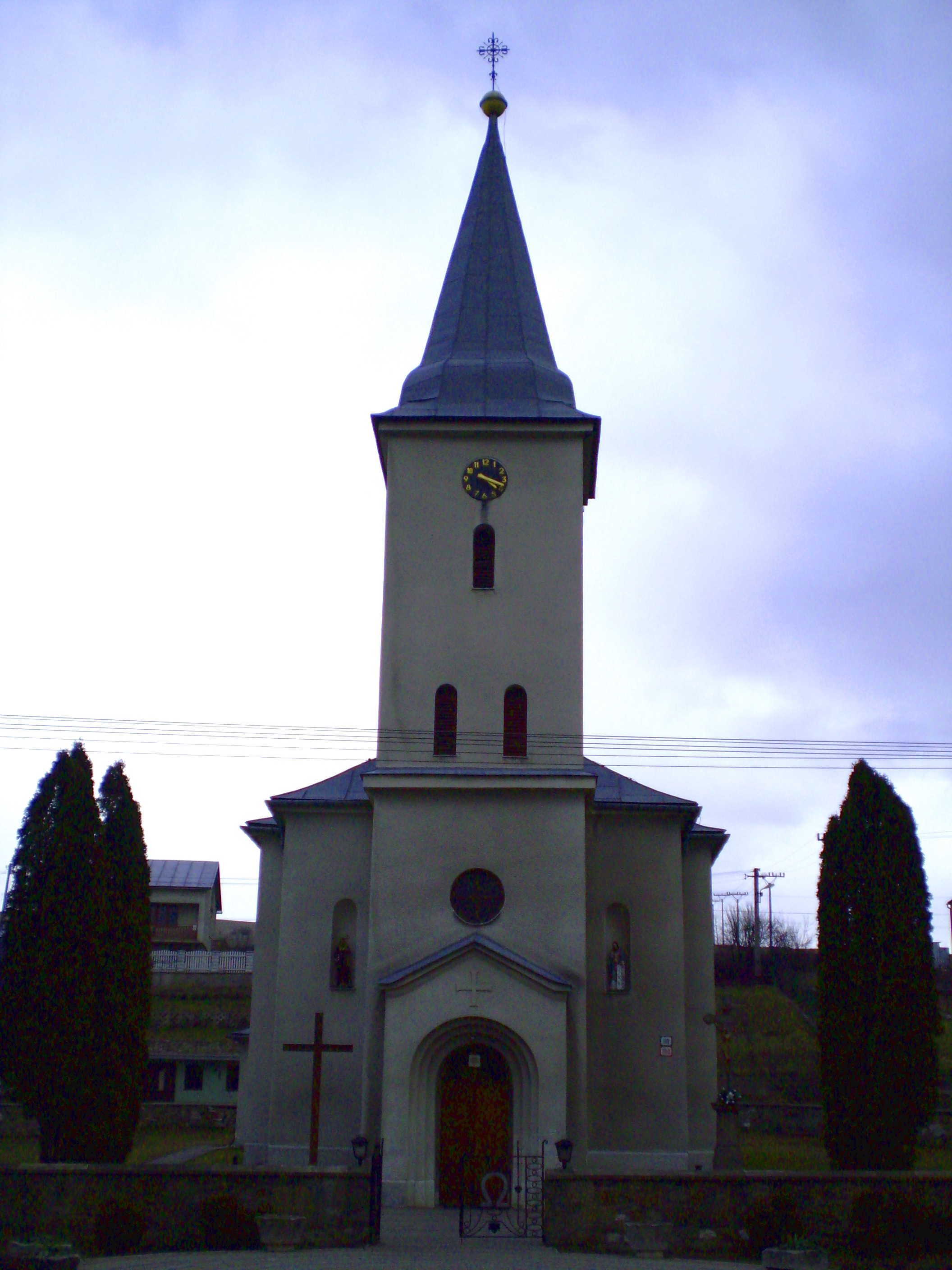
Kostel jména Panny Marie
Sakrální památkou obce je jednolodní Římskokatolický kostel jména Panny Marie z roku 1905 s představenou věží. Kostel je napodobeninou románského slohu. Vnitřní část kostela tvoří jedna loď na průčelí s oltářem, na kterém vyniká obraz Panny Marie stojící na hlavě hadovi. Po bocích obrazu se nacházejí sochy související s motivem obrazu. Po pravé straně obrazu je sousoší svatého Josefa s Ježíšem v náručí. Po levé straně Svatá Anna (matka Panny Marie) s malou Marií. Chloubou kostela je chór s historickým príšťalovým, jednomanuálovým orgánem, z roku 1906. V exteriéru kostela nad vchodem po bocích, ve výklencích se nacházejí obnovené sochy svatého Cyrila a Metoděje.

## Hospodářství a infrastruktura

### Doprava
Ve vesnici se nachází velká autobusová zastávka a železniční stanice na trati Plaveč-Prešov.